# Metro 2035
Metro 2035 ist ein dystopischer Roman des russischen Autors Dmitri Gluchowski, der am 12. Juni 2015 in Russland veröffentlicht wurde.
Das Buch ist der dritte Ableger der „Metro-Reihe“, die Gluchowski 2007 mit seinem Roman Metro 2033 kreierte. Die Handlung schließt dabei an die Geschehnisse des zweiten Videospiel-Ablegers Metro: Last Light an, greift diese auf und erweitert sie.
Im Gegensatz zu den Vorgängerromanen verzichtet Gluchowski in diesem weitestgehend auf Mutationen als Elemente des Horrors. Vielmehr entspinnt sich vor dem Metro-Hintergrund ein Politthriller.

## Ankündigung
Gluchowski ließ schon während seiner Mitarbeit an der Geschichte von Metro: Last Light erkennen, dass die Handlung, die er für diese Geschichte im Sinn hatte, zu gewaltig für das Spiel sei und es sich deswegen anbieten würde, ein neues Buch zu schreiben.
Im April 2014 kündigte Gluchowski das Buch über Twitter an, so sollte es noch im späteren Jahr erscheinen. Endgültig angekündigt wurde der Roman über Instagram.
Eine polnische Übersetzung erschien im Januar 2016, die deutsche Version am 11. April 2016.

## Handlung
Die Handlung schließt an die Ereignisse aus den Vorgängern Metro 2033 und Metro 2034 sowie dem Videospiel Metro: Last Light an und verknüpft deren Charaktere sowie Handlungsfäden miteinander.
Zwei Jahre nach dem verheerenden Bombenanschlag auf das Nest der Schwarzen (vgl. Metro 2033) und der zermürbenden Schlacht um den Bunker (vgl. Metro: Last Light) hat sich Artjom an seine Heimatstation, die WDNCh, zurückgezogen und lebt dort zusammen mit seiner Ehefrau Anja, der Tochter von Melnik. Nach seinem kurzen Dienst im Orden fällt es Artjom schwer, in das einfache Leben in der Metro zurückzukehren. Gepackt von Reue, unternimmt er jeden Tag Ausflüge an die Oberfläche, um dort nach Spuren von anderen Überlebenden und einer Möglichkeit der Rückkehr an die Oberfläche zu suchen. Mit einem schweren Armee-Funkgerät im Gepäck steigt er auf das Dach der nahen „Tricolor“-Türme und versucht (bislang ohne Erfolg) Funkkontakt mit anderen Überlebenden herzustellen. Seine Motivation wird dabei durch die Erinnerung an die Ereignisse vor zwei Jahren verstärkt, als er mit dem Funker und Ordenskämpfer Ulman auf dem Ostankino-Turm Rauschen und gestörte Rufzeichen im Funkradio hörte.
Die anderen Menschen an der WDNCh begegnen Artjom aufgrund seiner Aktivitäten mit Unverständnis und Feindseligkeit. Dazu zählen auch sein Stiefvater Suchoj, inzwischen Chef der Station, und seine Frau Anja, die ihn mit seiner Besessenheit für verrückt halten und Angst vor der „mitgebrachten“ Strahlung haben. Die Beziehung zu Anja wird zusätzlich auch durch ihren Kinderwunsch belastet, da Artjom in der Moskauer Metro kein Kind zeugen möchte.
In der Ausstellung der Errungenschaften der Volkswirtschaft trifft Artjom auf Homer (den Protagonisten aus Metro 2034), der auf der Suche nach ihm ist. Homer schreibt weiterhin Bücher und will vor allem die Geschichte in der Metro festhalten. Dazu gehört auch der Kampf gegen die Schwarzen, der dank Artjom gewonnen wurde. Nachdem der sich anfänglich geweigert hat, mit dem Alten zu kooperieren, kann dieser ihn schließlich von der Zusammenarbeit überzeugen, als er ihm erzählt, er kenne jemanden, der Funkkontakt mit der Stadt Poljarnyje Sori hatte. Gegen das Versprechen, ihn mit dem Funker Umbach, der an der Teatralnaya lebt, bekannt zu machen, stimmt Artjom zu, Homer die Geschichte mit den Schwarzen zu erzählen.
Der Weg zur Teatralnaya führt über die Hanse, die derzeit aufgrund der Verbreitung einer Pilzinfektion mit einem „weißen Schimmel“ eine Quarantäne ausgerufen hat. Anja, die Pilze züchtet, hatte Artjom zuvor indirekt beschuldigt, aufgrund der mitgebrachten Strahlung von der Oberfläche Schuld an der Epidemie zu sein. Sie treffen an den Absperrungen den „Gülle-Broker“ Ljocha, der sie mittels Bestechung in die Ringlinie bringen will. Die Helden werden jedoch von Boris Swinolup, einem Sicherheitschef der Hanse, festgenommen und verhört. Zudem werden sie der Spionage für die Rote Linie (Kommunisten) beschuldigt, wodurch eine Flucht aussichtslos erscheint. Artjom droht schließlich durch das Zeigen seiner Tätowierung am Arm, dass hier eine Operation des Ordens behindert wird. Aus Angst vor Konsequenzen lässt sie Swinolup laufen und mit einer Eskorte zur Nowoslobodskaja bringen, die eine Satellitenstation mit der Mendelejewskaja bildet.
Die Station ist vollends überflutet, die dort lebenden Personen hausen in absoluter Armut und Hunger und fristen ihr kümmerliches Dasein auf erhöhten Plattformen. Auf die Frage, wie sie in dem überfluteten Tunnel zur Nachbarstation Tsvetnoy Bulvar kommen sollen, bekommen die Helden keine klare Antwort. Auf der Suche nach Nahrung, treffen Artjom und seine Begleiter auf den Geschäftsmann Oleg, der Besitzer des einzigen Huhns an der Station ist und ihnen den Erwerb eines Eies anbietet. Aufgrund der entstandenen Auseinandersetzungen mit den lokalen Obdachlosen regt sich Ljocha auf und wirft die Schale des Eies weg. Da diese als Nahrung für das Huhn dient und so Quelle des Einkommens für Oleg ist, versucht dieser, mit Artjoms Waffe Selbstmord zu begehen. Als die Hanse den schwer Verwundeten nicht aufnehmen will, verlassen die Helden zusammen mit einigen Freiwilligen auf einem Floß die Station in Richtung Viertes Reich (Eiserne Legion, Faschisten).
Während Oleg auf der nächsten Station Tsvetnoy Bulvar von einem lokalen Arzt versorgt wird, erkunden Homer und Artjom die Station, die ein riesiges Bordell ist. Über die Diskussion eines Weges zur Teatralnaya unter Umgehung des Reiches landen sie in einer Bar und betrinken sich (vor allem Artjom). In halb bewusstlosem Zustand vertraut sich Artjom einem Nazi-Werber an und verbringt die Nacht komatös mit einer Prostituierten, die die ganze Nacht mit einem merkwürdigen Kunden redet. Es stellt sich später heraus, dass dies Sasha ist, die seit den Ereignissen aus Metro 2034 von Homer gesucht wird. Am nächsten Tag wacht er ausgeraubt, mit Zigarettenglut auf der Hand und einer halb ausgebrannten Ordens-Tätowierung auf. Nachdem er von Homer und Ljocha gefunden wurde (Oleg ist inzwischen tot) und ein Versuch, die Station Sretensky Bulvar zu erreichen, erfolglos bleibt, schließen sich die Helden den Freiwilligen an, die sich ins Reich zu den Nazis aufmachen.
An der Tschechowskaja angekommen, werden sie einer Musterung unterzogen. In den vergangenen zwei Jahren, seit Artjom das erste Mal bei den Faschisten war, haben diese ihre Ideologie geändert und versuchen nun nicht mehr für die rassistische und ethnische Reinheit der Metro zu kämpfen, sondern deren Bevölkerung „wiederherzustellen“. Die so genannten Degenerierten wie zum Beispiel Menschen mit Behinderung oder Strahlungsschäden werden dabei ausgerottet oder als Sklaven missbraucht. Ljocha übersteht die Musterung scheinbar nicht und wird in einen unbekannten Raum geführt, Artjom und Homer landen schließlich bei Dietmar, einem hochrangigen Faschisten an der Spitze des Reiches. Dieser bedroht Homer und zwingt Artjom zu einem Sabotageakt gegen die unabhängige, aber eher zu den Roten gehörende, Station Teatralnaya, um diese in die Hände zu bekommen.
Mit einer Fernzünd-Mine und einem Funkgerät im Gepäck macht sich Artjom über die Oberfläche auf den Weg zur Teatralnaya. Nachdem er die Leichen von mehreren Söldnern, die anscheinend die gleiche Aufgabe hatten, entdeckt hat, wird er von Unbekannten auf einem Motorrad und einem Geländewagen gejagt. Die Unbekannten, die wahrscheinlich auch die anderen Söldner ermordet haben, lassen vor den Toren der Teatralnaya von ihm ab. Mit dem Pass eines der Toten schleicht sich Artjom in die Station und legt die Mine in der Nähe des hermetischen Tores ab. Auf der Suche nach dem Funker Umbach wird dieser verhaftet, bevor Artjom mit ihm sprechen kann. Artjom, der fälschlicherweise denkt, die KGB-Leute waren auf der Suche nach ihm, versucht den Funker aus den Fängen der Roten zu befreien. Im Gespräch mit dem KGB-Major Hleb Swinolup (Bruder von Boris an der Hanse) verärgert er diesen, so dass Umbach vor den Augen von Artjom erschossen wird. Er gibt nun selbst zu, derjenige gewesen zu sein, der den Sabotageakt verüben wollte, doch in diesem Moment greifen die Faschisten an und zünden die Mine. Im Getümmel kann Artjom die Waffe des Majors an sich reißen und versucht, die anderen Gefangenen zu überreden, mit ihm zu fliehen. Als dies keiner tun will, erschießt er Swninolup und flieht an die Oberfläche. Ohne Schutzausrüstung läuft er im radioaktiven Regen zur Borowizkaja, die zur Polis gehört.
Nachdem ihm als Stalker und Kämpfer des Ordens Einlass gewährt worden ist, führt Artjom eine hitzige Diskussion mit Melnik, seinem Schwiegervater. Wie bereits Anja und Suchoj, will auch Melnik nichts von irgendwelchen anderen Überlebenden wissen und sorgt sich eher um seine Tochter Anja. Er bittet Artjom, sie zu verlassen, wozu dieser unter der Bedingung zustimmt, dass er den Trupp begleiten darf, der dem Führer des Reiches persönlich einen Brief mit einem Ultimatum überbringen soll. Gemeinsam mit Letjaga, einem seiner alten Kumpane beim Orden, dem er nach dem Bunker-Kampf (Metro: Last Light) durch Blutspenden das Leben gerettet hatte, und zwei weiteren Ordenskämpfern machen sie sich auf den Weg zur Tschechowskaja. Dort werden sie zunächst nicht reingelassen, erst Artom kann durch seine Bekanntheit mit Dietmar in die Station. Während die anderen zurückgeschickt werden, entwendet Dietmar den Brief und schickt Artjom in die Sklaverei an der Puschkinskaja, wo er mit anderen Degenerierten Zwangsarbeit leisten muss. Er trifft dort Homer und Ljocha wieder und kann dem Alten endlich die komplette Geschichte über die Schwarzen erzählen. Während dieser aus der Sklaverei befreit wird, weil er den Faschisten als Autor beim Schreiben einer Geschichte helfen soll, werden Ljocha und Artjom als Kanonenfutter gegen die Roten eingesetzt. Am Kusnezki Most treffen die Faschisten und die Roten, die ebenfalls ihre Häftlinge als „Schutzwall“ vorgeschickt haben, aufeinander. Beide Seiten hacken aufeinander ein, hören aber schließlich auf, als sie merken, dass auch die andere Seite nur vorgeschickt wurde. Artjom fragt die Überlebenden erneut über die Oberfläche aus und erfährt, dass die Roten angeblich eine Funkzentrale in der Stadt Balaschicha bauen, ganz in der Nähe von Moskau. Durch einen Schacht kann er mit Ljocha an die Oberfläche fliehen, wo er das Bewusstsein verliert.
Artjom wird von Ljocha zurück zum Tsvetnoy Bulvar geschleppt, wo er ärztlich versorgt wird. Hier trifft er nicht nur Sasha wieder, sondern erfährt auch, dass er aufgrund seiner ernsthaften Strahlungsschäden wohl nur noch drei Wochen zu leben hat. Nachdem er Sasha von der Funkstation erzählt hat, vermittelt diese ihm einen ihrer Stalker-Kunden, der einwilligt, Artjom und Ljocha nach Balaschicha zu bringen. Mit dem Kombi des Stalkers namens Saweli entdecken die Helden unterwegs Windräder zur Stromerzeugung und freigeräumte Straßen, was tatsächlich auf Überlebende schließen lässt. Sie finden auch die besagte Funkstation sowie eine Grube mit Unmengen an Leichen. Unter Abwesenheit der meisten Wachen stürmen Artjom und seine Begleiter die Funkzentrale und empfangen dutzende Funksignale aus anderen Städten wie Sankt Petersburg und Berlin. Die Funkmasten stellen sich als Störsender heraus, um den Bewohnern der Metro glauben zu machen, sie seien allein. Aus anderen Städten kommende Personen wurden getötet, um den Schein aufrechtzuerhalten.
Saweli entscheidet sich, nach Jekaterinburg zu fahren; Artjom will jedoch die Störsender zerstören und der Metro die Wahrheit sagen. Als er versucht, mit den anderen Städten in Kontakt zu treten, erscheinen drei Leute, die nach eigener Aussage aus der 300 km entfernten Stadt Murom kommen. Nach einem kurzen Austausch über das Leben dort kommt Saweli zurück, verfolgt von zwei LKW, die die Helden umzingeln. Als Artjom mit einem Bagger die Funkmasten zerstören will, wird er überraschend von Letjaga per Funk davon abgehalten. Die Funkzentrale gehöre nicht den Roten und er könne alles erklären, wenn er da sei. Als Letjaga ankommt, erschießt dieser die drei Leute aus Murom und stellt für Artjom eine Verbindung zu Melnik her, der ihm eröffnet, dass der Krieg noch nicht vorbei ist und die Störsender nötig sind, um Moskau vor der Welt zu verbergen. Sie kehren zurück in die Metro und an der Arbatskaja erzählt ihm Melnik, dass die Funkzentrale zur Hanse gehört. Auch wusste man stets, dass Artjom Ausflüge an die Oberfläche unternommen hat und Funkkontakt gesucht hat. Melnik gibt Artjom seine Erkennungsmarke zurück und bittet ihn, zurück in den Orden zu kommen. Artjom trifft vor dem Beginn einer neuen Operation Anja wieder, die von der Funkzentrale weiß und ihm eröffnet, dass Melnik Artjom bislang nur aus Liebe zu seiner Tochter und deren Liebe zu Artjom nicht getötet hat.
Artjom bekommt mit, dass sie den Roten 20.000 Schuss Munition liefern, also aus seiner Sicht dem Feind. Die Anweisung kam von einem mysteriösen Bessolow, dem sogar Melnik unterstellt scheint. Sie gehen zur Komsomolskaja, wo mit der Munition nicht, wie gedacht, Essen für die Hungernden gekauft wird. Stattdessen werden die Revoltierenden einfach erschossen. Im Gemenge auf der Station stirbt Saweli, Artjom und Letjaga können knapp fliehen. Artjom kommt zu dem Schluss, dass Bessolow hinter allem stecken muss. Gleichzeitig erinnert er sich an seine Nacht mit Sasha und folgert, dass Bessolow ihr Besitzer ist. Er macht sich wieder auf zum Tsvetnoy Bulvar. Dort angekommen, trifft er Homer wieder, der entsetzt darüber ist, dass Sasha nun als Prostituierte arbeitet. Sasha gesteht, dass sie von den Störsendern und allem wusste und Bessolow tatsächlich kennt. Beim Warten auf ihn fällt Artjom in Ohnmacht. Letjaga, Homer und Ljocha werden vom Orden verhaftet.
Eine Woche später erwacht Artjom in einer Art Krankenhaus in einem deutlich besser aussehenden Tunnel. Nach einer Bluttransfusion und der Pflege durch die Ärzte sind seine Heilungschancen deutlich gestiegen und Artjom versucht herauszufinden, wo er ist. Dabei trifft er auf Bessolow und erfährt endlich die ganze Wahrheit. Die einstige herrschende Elite sowie ehemalige Regierungsvertreter leben seit jeher in der Metro-2 in Saus und Braus und verwalten von dort aus alles, was in der Metro passiert. Alle Fraktionen und jegliche Lebensweisen werden von außen dirigiert und als großartiges Schauspiel inszeniert, um die Leute abzulenken und daran zu hindern, an die Oberfläche zurückzukehren. Nur unter der Erde könnten die Menschen als Nation zusammengehalten werden, an der Oberfläche würden sie sich in alle Winde verstreuen. Er bietet Artjom an, ebenfalls dort zu bleiben, was dieser ablehnt und mit dem Ziel, allen die Wahrheit zu sagen und zur Rückkehr an die Oberfläche zu überreden, in die Metro zurückgebracht wird.
Nach einer enttäuschenden Trennung von Sasha, die bei Bessolow bleiben möchte, wird Artjom in der Polis verhaftet und erzählt Letjaga, Homer und Ljocha in der Zelle von den Neuigkeiten. Bei einem Kameradschaftsgericht soll der gesamte Orden über das Urteil gegen die drei Deserteure abstimmen, Homer dient hingegen als Zeuge. Die drei planen, dort die ganze Wahrheit zu offenbaren und Flugblätter zu drucken. Zunächst macht Letjaga seinen Report und berichtet von der Funkzentrale, den Beobachtern aus der Metro-2 und dem möglichen Verrat des Ordens. Bevor er zu Ende reden kann, wird er von jemandem aus der Menge erschossen und es kommt zum Tumult und zur Spaltung des Ordens in die Veteranen rund um Artjom und die neuen Ordens-Soldaten von der Hanse rund um Melnik. Diese halten Anja fest und fordern Artjom im Austausch. Homer macht sich auf den Weg ins Vierte Reich, um die Flugblätter zu drucken, Ljocha soll Bessolow zur Rede stellen. Anja wird im Austausch mit Artjom freigegeben.
Während die Bevölkerung die Wahrheit verlangt, tagt der Rat der Polis und berät darüber, was zu tun ist. Der Vorsitzende des Rates gibt schließlich bekannt, dass es Überlebende außerhalb der Metro gibt, der Feind aber nicht besiegt ist, ebenfalls überlebt hat und weiterhin Waffen hat. Die echte Wahrheit wird nicht erzählt, woraufhin Artjom Melnik angreift und verprügelt wird. Ljocha verrät ihn, wird zum Assistenten von Bessolow und genießt die Annehmlichkeiten der Elite. Artjom wird von Timur, einem ehemaligen Kameraden von ihm und Letjaga, zur Flucht verholfen. Er trifft dabei auch wieder auf Homer, der die ganze Geschichte nicht glaubt und keine Flugblätter gedruckt hat. Er will sein Buch auch nicht auf diese Weise beenden und keine Politik-Geschichte, sondern eine echte Heldengeschichte über Artjom schreiben. Bessolow bietet ihm ein Zimmer und eine große Auflage für sein Buch – ein Angebot, das Homer angenommen hat. Verzweifelnd über der Erkenntnis, dass die Menschen die Wahrheit gar nicht erkennen wollen und lieber ihr Leben so weiterleben, wie es ihnen vorgegaukelt wird, bricht Artjom vor Lachen zusammen. Gemeinsam mit Anja flieht er in Sawelis Auto über die Oberfläche zurück zur WDNCh.
Dort angekommen, erzählt Artjom sowohl seinem Stiefvater Suchoj als auch allen anderen Bewohnern der Station die Wahrheit über die Metro. Währenddessen soll Artjom unter Androhung einer Blockade der Station an die Hanse ausgeliefert werden. Aufgrund der Pilz-Epidemie ist die WDNCh auf die Lieferungen der Hanse angewiesen, wodurch die Drohung für die hungrigen Menschen an der Station ernst ist. Artjom versucht, die Menschen zu überreden, mit ihm an die Oberfläche zu kommen, aber niemand außer Anja will ihm folgen. Selbst Suchoj bleibt schließlich an der Station, ehe Anja und er mit Sawelis Auto in Richtung Wladiwostok aufbrechen, um das Meer zu sehen.